# Xenochodaeus americanus
Xenochodaeus americanus är en skalbaggsart som beskrevs av John Obadiah Westwood 1852. Xenochodaeus americanus ingår i släktet Xenochodaeus och familjen Ochodaeidae. Inga underarter finns listade i Catalogue of Life.